# اس‌اس دوریسی (۱۸۸۳)
اس‌اس دوریسی (۱۸۸۳) (به انگلیسی: SS Doric (1883)) یک کشتی بود که طول آن ۴۴۰٫۱ فوت (۱۳۴٫۱ متر) و ارتفاع آن ۲۸ فوت (۸٫۵ متر) بود. این کشتی در سال ۱۸۸۳ ساخته شد.